# Деветьярово (Каринское сельское поселение)
Деветьярово — деревня в Слободском районе Кировской области в составе Каринского сельского поселения.

## География
Находится на расстоянии примерно 13 км по прямой на юго-восток от районного центра города Слободской недалеко на восток от села Карино.

## История
Известна с 1891 года, в 1905 году учтено 153 двора и 1055 жителей, в 1926 109 и 498 (татары 491), в 1950 29 и 140 соответственно. В 1989 году оставалось 12 жителей .  Ныне имеет дачный характер.

## Население
Постоянное население не было учтено как в 2002 году, так и в 2010.